# Alto Alegre do Pindaré
Alto Alegre do Pindaré é um município brasileiro do estado do Maranhão. Localiza-se na microrregião do Pindaré, mesorregião do Oeste Maranhense.

## História

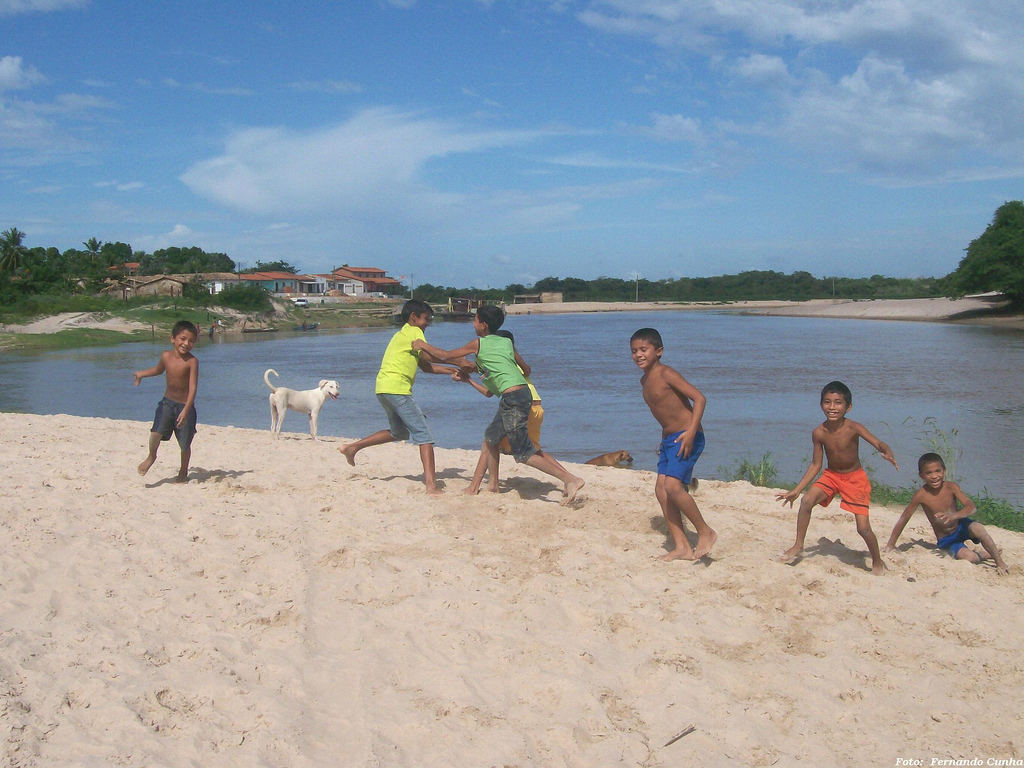
Garotos brincando às margens do rio Pindaré.

A história é baseada em fatos contatos por moradores antigos da região. Contam os mais velhos que, no início eram os índios que viviam nessas terras e que a maioria viviam em montes e morros. Dai surgiu o primeiro nome da cidade baseada no local onde os índios viviam e onde eles fazias festas e rituais de suas tribos. "Alto", quer está ligado diretamente aos morros e montanhas de pequeno porte que se encontram na região.
O nome "Alegre" surgiu justamente pelo fato dos índios usarem esses montes para se refugiarem e também realizarem festas e rituais, o que gerava uma alegria constante às tribos e aos moradores que viviam ao seu redor. O nome do Pindaré, é uma referência ao rio Pindaré que corta a cidade, que se destaca por ser uma grande fonte de renda de muitos moradores e também pela sua importância do que diz respeito ao processo de urbanização, pois era uma das principais vias de tráfego da época, era por ele (via fluvial) que vinham alimentos e outros itens relevantes à subsistência. Acredita-se também que, um padre de nome Pe. André, da paróquia de São Francisco de Assis em Alto Alegre do Pindaré, Diocese de Viana, contribuiu significativamente para o fechamento do nome do município.
Os Correios tinham dificuldades em entregar suas correspondências quando era para Alto Alegre, pois havia mais de uma cidade com o nome de Alto Alegre, e nessa troca de encomendas feitas pelos Correios, haviam de procurar uma saída para esse problema, o que foi solucionado (proposição feita pelo então Padre André Angel) com a integração do nome Pindaré aos demais já autenticados. Daí então o nome: Alto=morros; Alegre=diversão, brincadeira, felicidade; do Pindaré=o rio Pindaré.
Outra hipótese para o nome Alto Alegre é a de que os moradores das áreas Altas da cidade serem ouvidos pelos da parte baixa quase todas as noites. Por se tratar de altitude e portanto o som soa mais longe (por não encontrar obstáculos físicos), assim as conversas e festas daqueles da parte de alta eram ouvidas mais frequentemente pelos da parte mais baixa que assim acabavam por dizer que o Alto era Alegre. Ficando assim o nome do local como Alto Alegre e, o complemento Pindaré advém então do nome do rio que foi juntado atendendo a uma solicitação do Padre André.

## Geografia
O município tem 26.411 hab. (2024-IBGE) e 1.875,580 km² de área territorial. Foi instalada em 1997, através da Lei Estadual de nº 6167 de 10 de novembro de 1994, tendo como limites, ao norte a cidade de Bom Jardim, a leste a cidade de Tufilândia, a oeste a cidade de Buriticupu e ao sul, as cidade de Santa Luzia e Buriticupu.
Possui diferentes relevos, mas a predominância é de relevo acidentado sendo possível encontrar várias classes de solos (principalmente ESPODOSSOLO, LATOSSOLO, GLEISSOLO, CAMBISSOLO), ruins para agricultura. Possui estradas precárias que na época das chuvas se tornam intrafegáveis. 
Os povoados mais populosos são: Auzilândia (que deseja separar-se e tornar-se, também, cidade), Mineirinho, Nova Brasília e Timbira do Bogea. Existem muitos outros. Uma curiosidade, existem muitos timbiras: Timbira do Manduca, Timbira do Bogea, Timbira do Ogeno, Timbira do Eduardo, todos recebem esse nome porque são banhados pelo mais importante afluente do rio Pindaré no município, o Igarapé do Timbirão.
Meio Ambiente
O bioma predominante do município de Alto Alegre do Pindaré é o amazônico. Em 2010, a cidade apresentava 9,1% de domicílios com esgotamento sanitário adequado, além de 46,3% de domicílios urbanos em vias públicas com arborização e 2,1% de domicílios urbanos em vias públicas com urbanização adequada.

## Economia
A economia da cidade é de subsistência voltada para a agricultura, com plantação de arroz, mandioca e outros. O município é rico em recursos (hídricos, pecuária, agrícola,...) e na produção de babaçu, onde extrai-se o óleo (azeite), produz-se carvão do coco, utiliza-se as palhas para a cobertura de casas tanto no interior como na cidade. 
O rio Pindaré, que corta a cidade, um dia teve uma enorme variedade de peixes, de onde a população complementa alimentação e de onde muitos pescadores tiram sua renda, além disso, o rio Pindaré é um ponto turístico no município. Todo ano é realizada uma grande festa em comemoração ao 7 de setembro, chamada Festa do Dia 7, onde a cidade recebe uma média de 7 mil pessoas de todos os cantos do estado e estados vizinhos. A festa é realizada às margens do rio Pindaré ao som de muitas bandas de forró e música eletrônica, além de muito peixe assado, pescado na hora e assado na brasa.
Em 2021, o PIB per capita do município de Alto Alegre do Pindaré era de R$ 7.876,42. Comparando-se com outros municípios do Estado, ficava na posição 158 de 217. Já o percentual de receitas externas em 2023 era de 91,41%, o que o colocava na posição 144 dentre os 217 municípios do estado do Maranhão. 
| Salário médio mensal dos trabalhadores formais [2022]                                             | 1,9 salários mínimos |
| Pessoal ocupado [2022]                                                                            | 2.211 pessoas        |
| População ocupada [2022]                                                                          | 8,60 %               |
| Percentual da população com rendimento nominal mensal per capita de até 1/2 salário mínimo [2010] | 58,5 %               |

Fonte: IBGE

## Política
É um município relativamente novo. Foi governado por três prefeitos desde sua criação. Encontra-se na sétima gestão política. Uma das eleições atípicas em Alto Alegre do Pindaré foi devido o momento de pandemia da COVID-19, o atual gestor (Fufuca Dantas - PP) foi reeleito com uma diferença de 3.782 votos para o segundo colocado. A cidade vem se destacando no cenário político desde pouco tempo. Os prefeitos que administram o município foram: Francisco Dantas Ribeiro Filho (Fufuca-PMDB) 1997-2000 / 2001-2004, Ozéas Azevedo Machado (Negão-PMDB) 2005-2008, Atenir Ribeiro Marques (Atemir Botelho-PRTB) 2009-2012 / 2013-2016, e Francisco Dantas Ribeiro Filho (Fufuca-PMDB) 2017-2020, reeleito em 2020 para o quadriênio 2021-2024.

## Educação

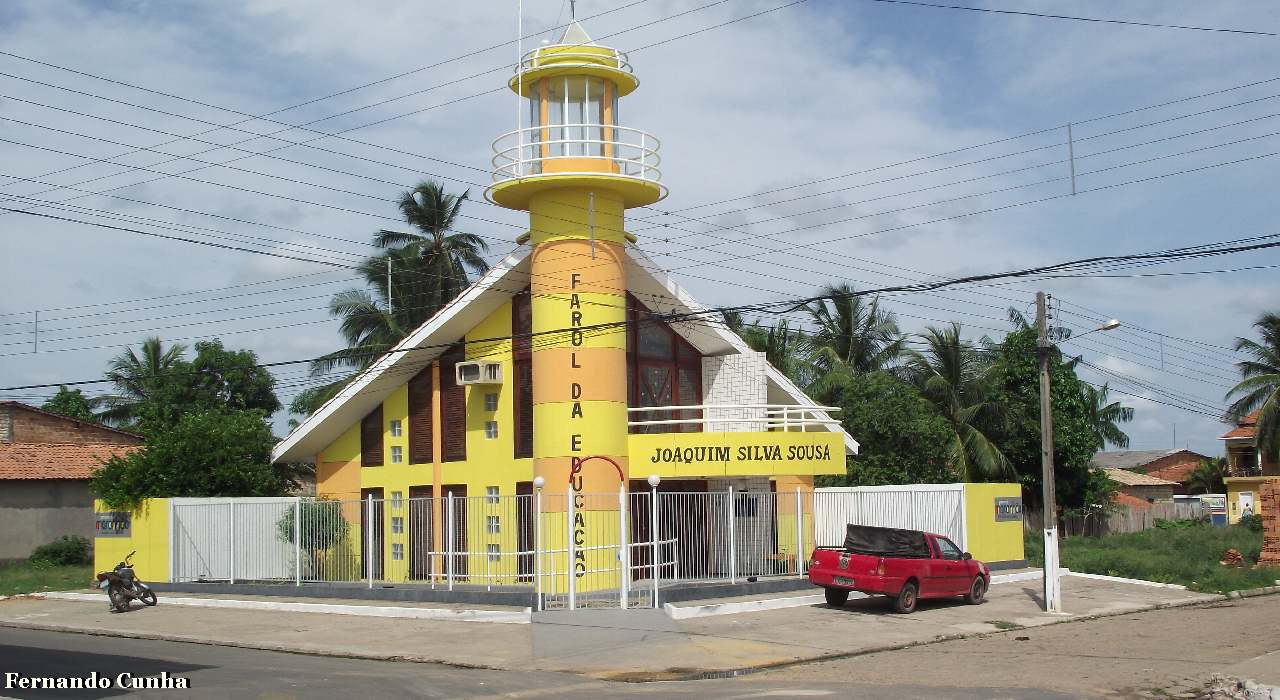
Farol da Educação Joaquim Silva Sousa, biblioteca pública estadual de Alto Alegre do Pindaré.

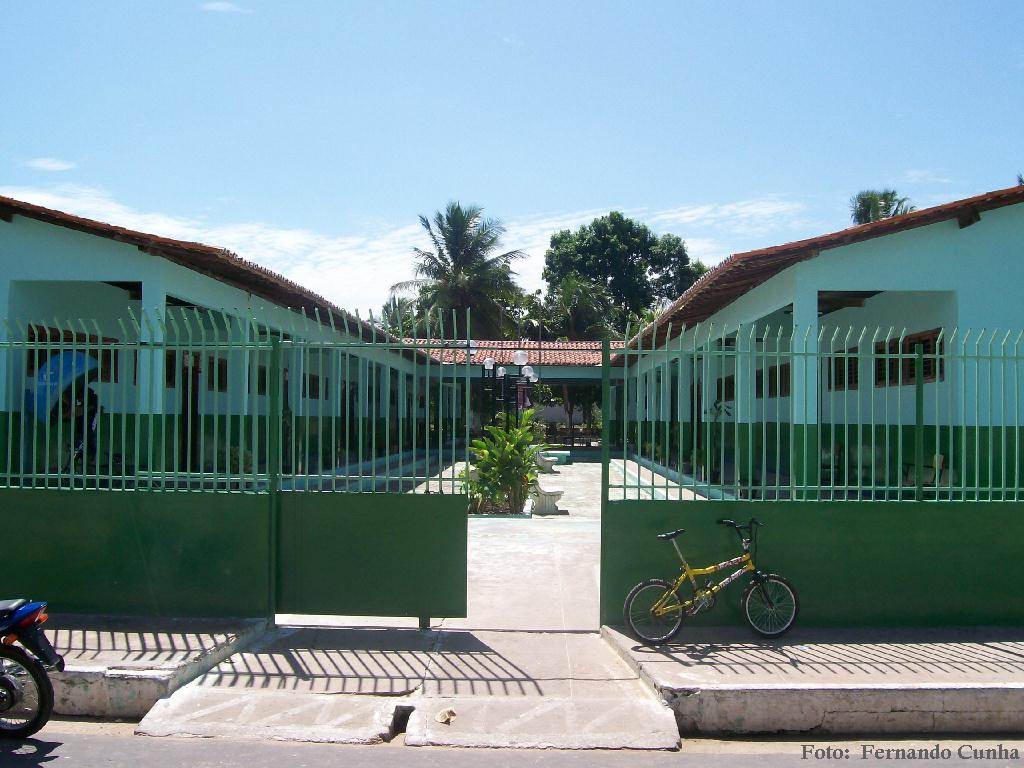
Escola pública em Alto Alegre do Pindaré.

Alto Alegre do Pindaré possui mais de 32.000 habitantes e possui muitas escolas, porém, é um município com alta taxa de analfabetismo. No ano de 2008, Alto Alegre do Pindaré se destacou no cenário nacional por apresentar bons índices no indicador da educação primária. Em comparação com anos anteriores, os dados do Ministério da Educação apontam uma melhora significativa, principalmente na educação básica até a 4ª série (ensino fundamental menor). De 2005 a 2009 a cidade observou o seguinte Ideb para a educação da 8ª série ao 9º ano: 
- 2005: 3.8 pontos
- 2007:	3.9 pontos
- 2009: 4.5 pontos

Em 2011 isso mudou e a cidade teve uma brusca queda no Ideb, atingindo apenas 3.7 pontos.
E na educação básica os dados são os seguintes:
- 2005: 5.0 pontos
- 2007: 4.5 pontos
- 2009:	4.2 pontos
- 2011:	5.5 pontos

Os dados do Índice de Desenvolvimento da Educação Básica (Ideb) mostram que a qualidade da educação começaram a cair a partir 2009 e, em 2011, Alto Alegre do Pindaré registrou os menores Idebs desde sua fundação. Em 2023, o IDEB para os anos iniciais do ensino fundamental na rede pública era 6,5 e para os anos finais, de 5,2. Comparando-se com os outros municípios do Estado, ficava na posição 7 de 217. 
| Taxa de escolarização de 6 a 14 anos de idade [2010]             | 96,7 %           |
| IDEB – Anos iniciais do ensino fundamental (Rede pública) [2023] | 6,5              |
| IDEB – Anos finais do ensino fundamental (Rede pública) [2023]   | 5,2              |
| Matrículas no ensino fundamental [2023]                          | 4.606 matrículas |
| Matrículas no ensino médio [2023]                                | 1.288 matrículas |
| Docentes no ensino fundamental [2023]                            | 415 docentes     |
| Docentes no ensino médio [2023]                                  | 119 docentes     |
| Número de estabelecimentos de ensino fundamental [2023]          | 51 escolas       |
| Número de estabelecimentos de ensino médio [2023]                | 10 escolas       |

Fonte: IBGE

## Saúde
Em 2022, a taxa de mortalidade infantil média do município de Alto Alegre do Pindaré era de 10,66 para 1.000 nascidos vivos. Já as internações devido a diarreias era de 7,8 para cada 1.000 habitantes. Comparando-se com todos os municípios do estado do Maranhão, ficava nas posições 152 de 217 e 138 de 217. Quando comparado com todos os municípios do Brasil, essas posições são de 2873 de 5570 e 2094 de 5570. Em 2009, a cidade contava com 17 estabelecimentos de saúde ligados ao Sistema Único de Saúde (SUS).

## Cultura
Assim como o resto do Maranhão, a cultura de Alto Alegre do Pindaré é muito rica e expressiva em todas as épocas do ano, chegando ao apogeu no mês de junho quando o arraial mais famoso da região abre suas portas apresentando as danças típicas da cidade e dos povoados que compõe o município. Destacam-se as danças de bumba-meu-boi, as quadrilhas juninas, tambor de crioula, dança da mangaba, cacuriá, carimbó, dentre outras manifestações culturais importantes. 
Os terreiros de mina, candomblé e umbanda se espalham em todo o município e fazem parte da cultura local.

## Religião

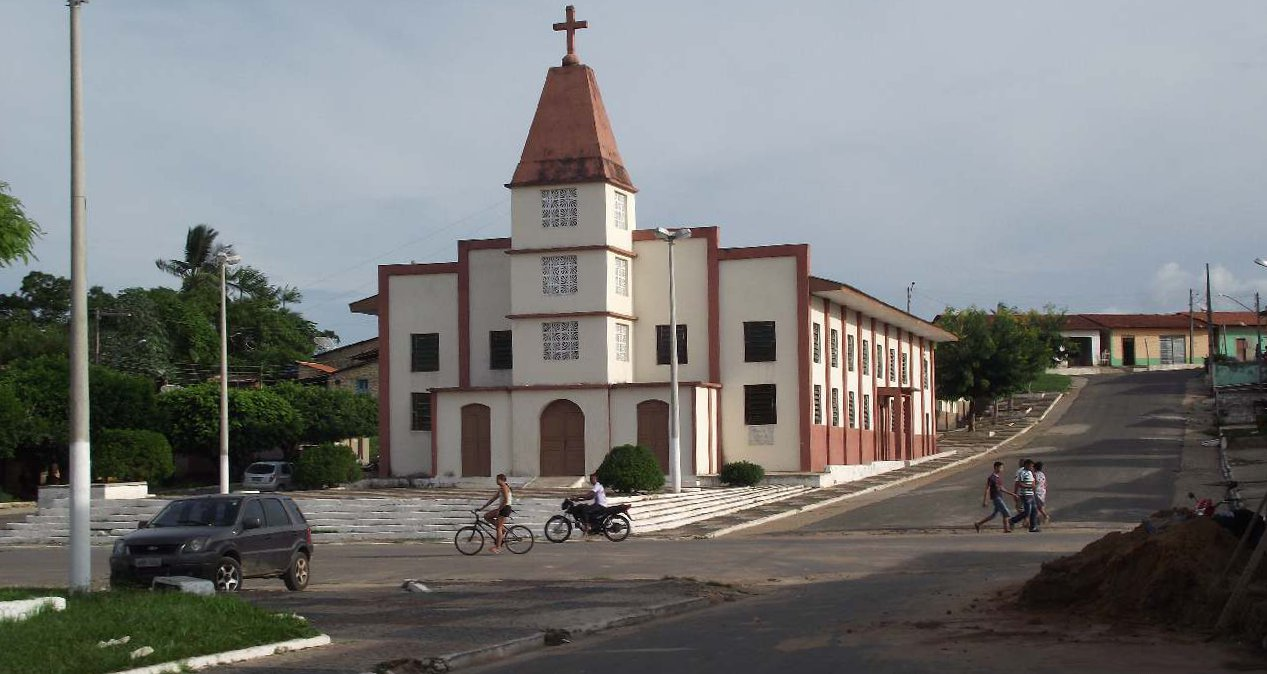
Igreja Matriz de São Francisco em Alto Alegre do Pindaré.

Seguindo o patamar brasileiro, a população altoalegrense é composta em sua maioria por católicos apostólicos romanos, ficando em segundo lugar os evangélicos da Assembleia de Deus, outros tem a umbanda como religião e ainda há em menor número outros que fazem culto na Igreja Universal do Reino de Deus e Testemunhas de Jeová.

## Principais povoados
| Povoado       | População 2010 | Distância pela estrada (sede) | Distância linha reta (sede) |
| ------------- | -------------- | ----------------------------- | --------------------------- |
| Auzilândia    | 4900 hab       | 31 quilômetros                | 26 quilômetros              |
| Mineirinho    | 3800 hab       | 15 quilômetros                | 12 quilômetros              |
| Altamira      | 2200 hab       | 52 quilômetros                | 42 quilômetros              |
| Nova Brasília | 2100 hab       | 7 quilômetros                 | 5 quilômetros               |

## Últimos prefeitos eleitos
| Ano  | Prefeito       | Partido | Votos | %     | Ref    |
| ---- | -------------- | ------- | ----- | ----- | ------ |
| 2012 | Atemir Botelho | PRTB    | 7.699 | 52,75 | [ 16 ] |
| 2016 | Fufuca         | PMDB    | 7.907 | 53,98 | [ 17 ] |
| 2020 | Fufuca         | PP      | 9.347 | 61,58 | [ 18 ] |
| 2024 | Didi do PP     | PP      | 8.878 | 54,22 | [ 19 ] |

## Galeria

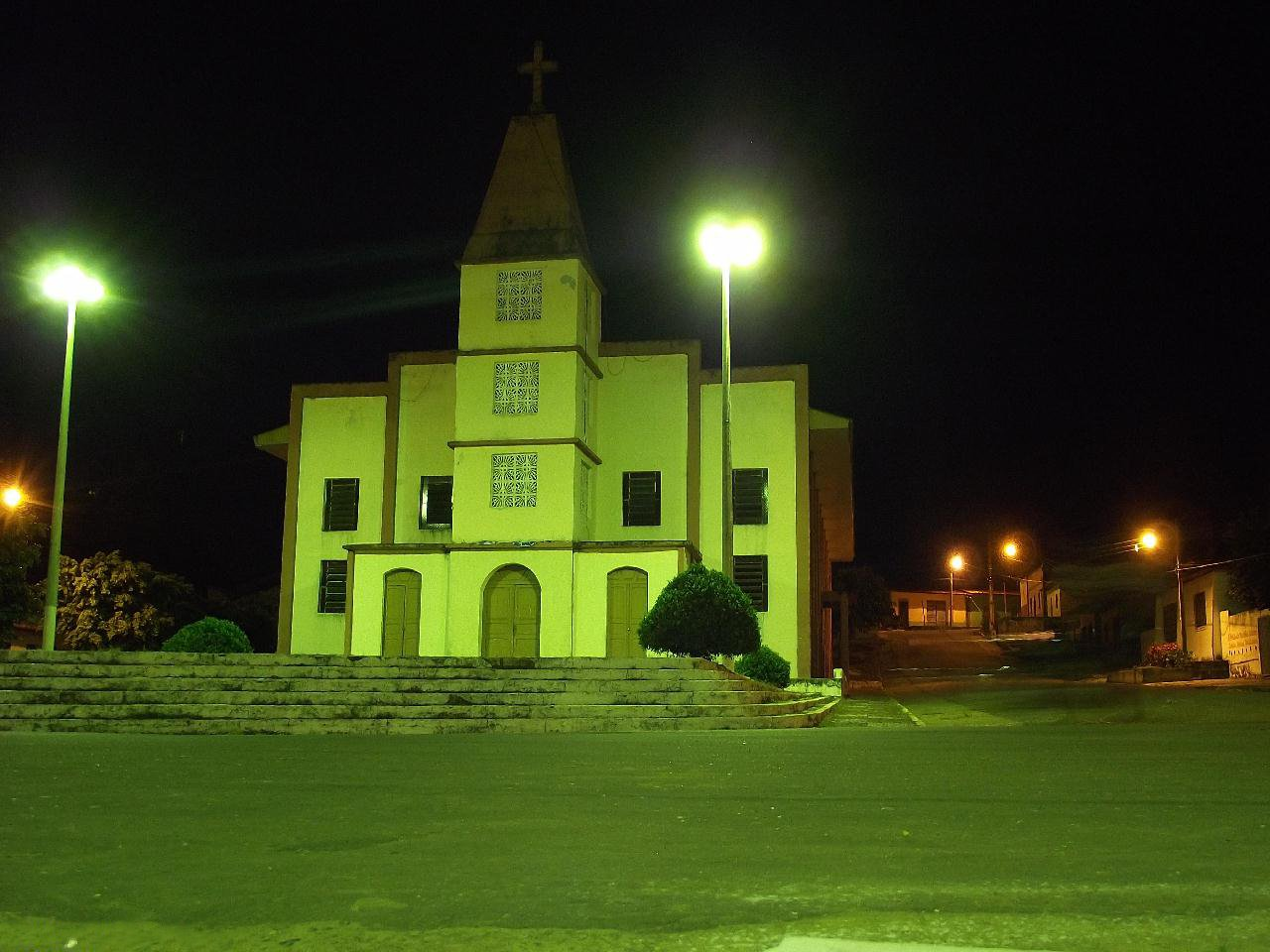
Igreja Matriz de São Francisco.
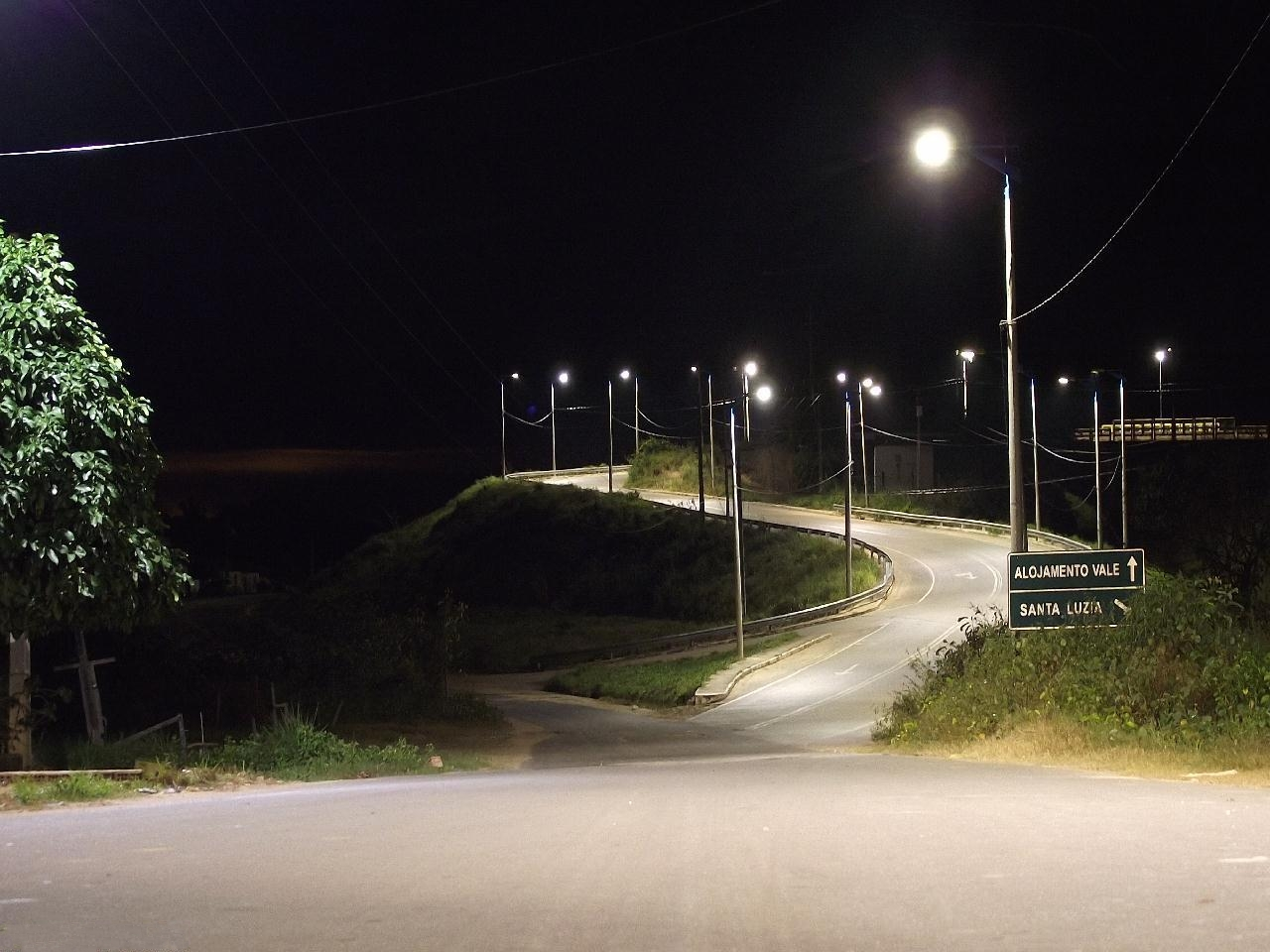
Viaduto sobre a Estrada de Ferro Carajás.
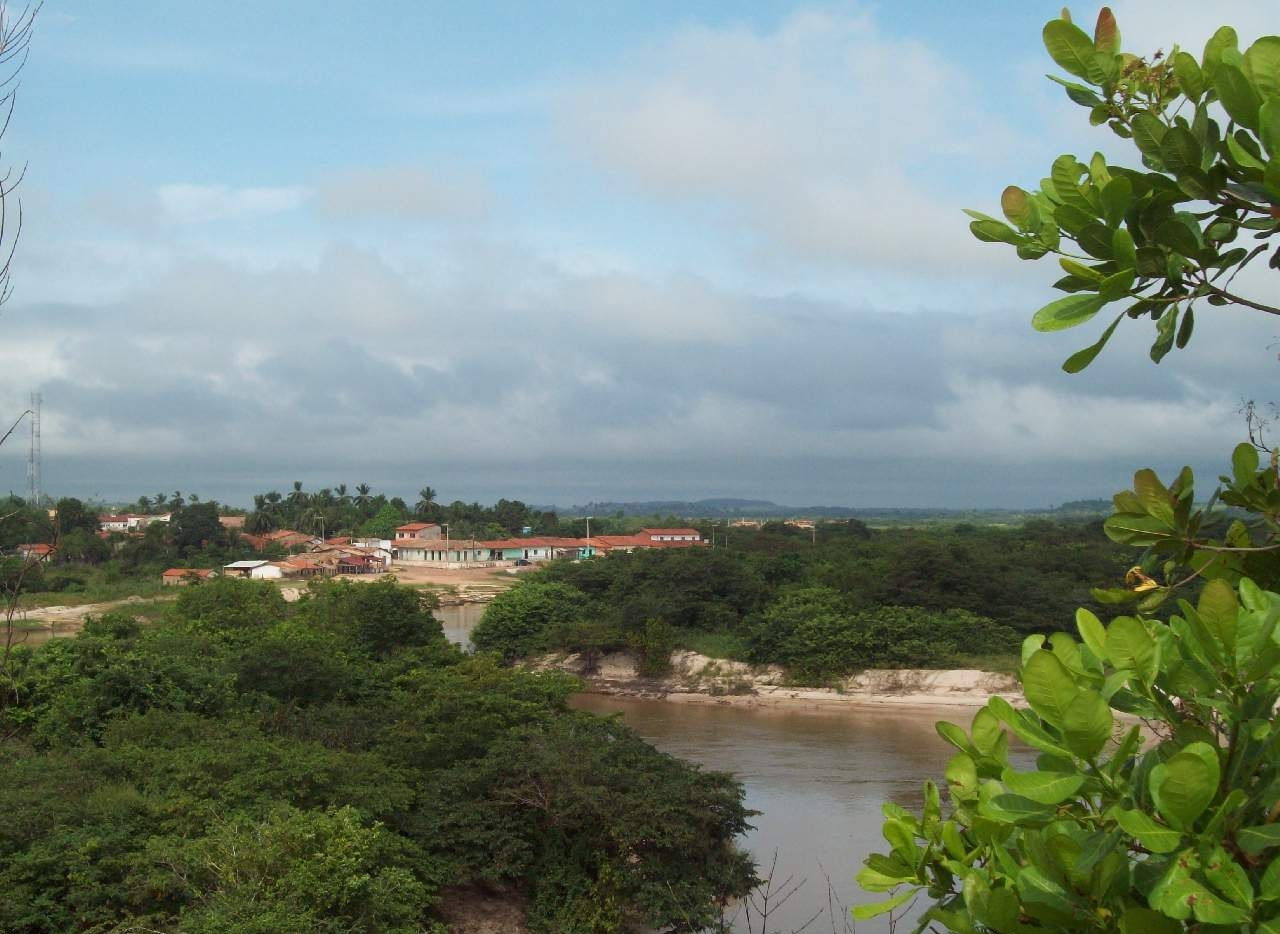
As curvas do rio Pindaré e ao fundo Alto Alegre.